# شهرستان شاهرود
شهرستان شاهرود یکی از شهرستان‌های استان سمنان ایران است. مرکز این شهرستان، شهر شاهرود است.
این شهرستان در تاریخ ۱۴ آذر ۱۳۲۱ از شهرستان سمنان جدا شد و مستقل گردید.

## موقعیت جغرافیایی
شهرستان شاهرود از شمال به شهرستان‌های گرگان، علی‌آباد، رامیان، مینودشت و آزادشهر در استان گلستان، از مشرق به شهرستان‌های جاجرم دراستان خراسان شمالی و سبزوار و بردسکن در استان خراسان رضوی، از مغرب به شهرستان دامغان و از جنوب به شهرستان‌های نائین در استان اصفهان و طبس در استان خراسان جنوبی محدود می‌شود.

## تقسیمات کشوری
شهرستان شاهرود دارای ۳ بخش، ۷ دهستان و ۶ شهر به شرح زیر است:

### شهرستان شاهرود
| بخش      | مرکز بخش | جمعیت بخش ۱۳۹۵ | نام دهستان    | مرکز دهستان  | جمعیت دهستان ۱۳۹۵ | شهر                 | جمعیت شهر ۱۳۹۵                |
| -------- | -------- | -------------- | ------------- | ------------ | ----------------- | ------------------- | ----------------------------- |
| مرکزی    | شاهرود   | ۱۶۶٬۹۶۳ نفر    | حومه          | رویان        | ۷٬۳۶۶ نفر         | شاهرود رویان        | ۱۵۰٬۱۲۹ نفر ۳٬۷۷۰ نفر         |
| مرکزی    | شاهرود   | ۱۶۶٬۹۶۳ نفر    | طرود          | طرود         | ۳٬۳۸۱ نفر         | شاهرود رویان        | ۱۵۰٬۱۲۹ نفر ۳٬۷۷۰ نفر         |
| مرکزی    | شاهرود   | ۱۶۶٬۹۶۳ نفر    | دهملا         | دهملا        | ۲٬۳۱۷ نفر         | شاهرود رویان        | ۱۵۰٬۱۲۹ نفر ۳٬۷۷۰ نفر         |
| بسطام    | بسطام    | ۴۴٬۰۵۲ نفر     | خرقان         | قلعه‌نو خرقان | ۱۸٬۸۷۷ نفر        | بسطام مجن کلاته خیج | ۸٬۶۰۹ نفر ۵٬۹۳۲ نفر ۵٬۶۵۱ نفر |
| بسطام    | بسطام    | ۴۴٬۰۵۲ نفر     | کلاته‌های غربی | خیج          | ۴٬۹۸۳ نفر         | بسطام مجن کلاته خیج | ۸٬۶۰۹ نفر ۵٬۹۳۲ نفر ۵٬۶۵۱ نفر |
| بیارجمند | بیارجمند | ۷٬۶۱۳ نفر      | خوارتوران     | زمان‌آباد     | ۳٬۰۶۷ نفر         | بیارجمند            | ۲٬۵۲۸ نفر                     |
| بیارجمند | بیارجمند | ۷٬۶۱۳ نفر      | بیارجمند      | خانخودی      | ۲٬۰۱۸ نفر         | بیارجمند            | ۲٬۵۲۸ نفر                     |

## جمعیت
بر پایه سرشماری عمومی نفوس و مسکن در سال ۱۳۹۵، جمعیت شهرستان شاهرود برابر با ۲۱۸٬۶۲۸ نفر بوده است.